# Hold open

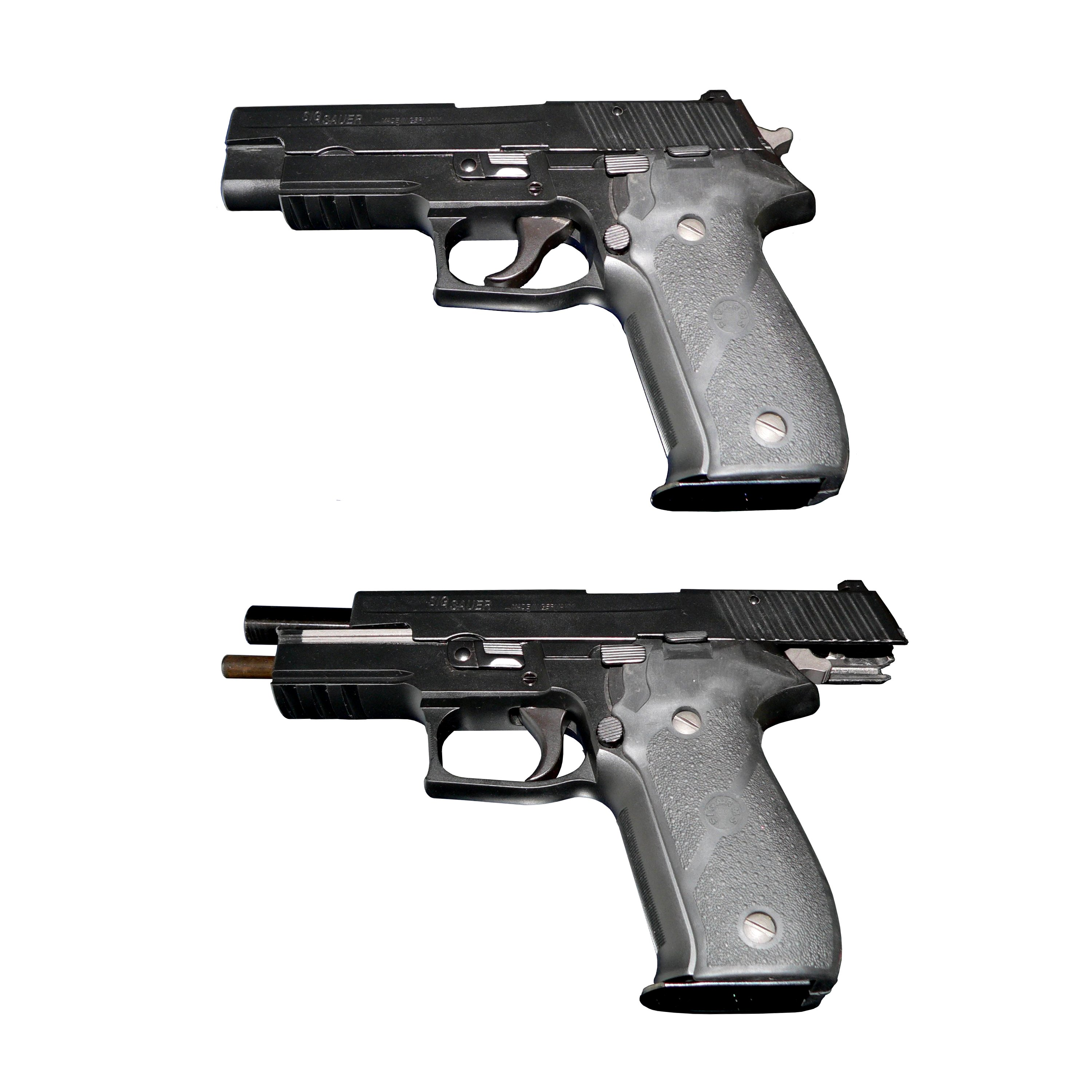
Una SIG Sauer Pro 2022 con otturatore chiuso (in alto) e aperto (in basso). Nell'immagine in basso il carrello viene bloccato dall'hold open.

Nelle armi da fuoco l'hold open (in inglese, usualmente chiamato anche slide stop o slide lock, nelle Forze Armate italiane questo sistema era detto "OACE", acronimo di Otturatore Aperto Caricatore Esaurito) o arresto dell'otturatore, o fermo del carrello,è un meccanismo presente su pistole e fucili semiautomatici o automatici.  

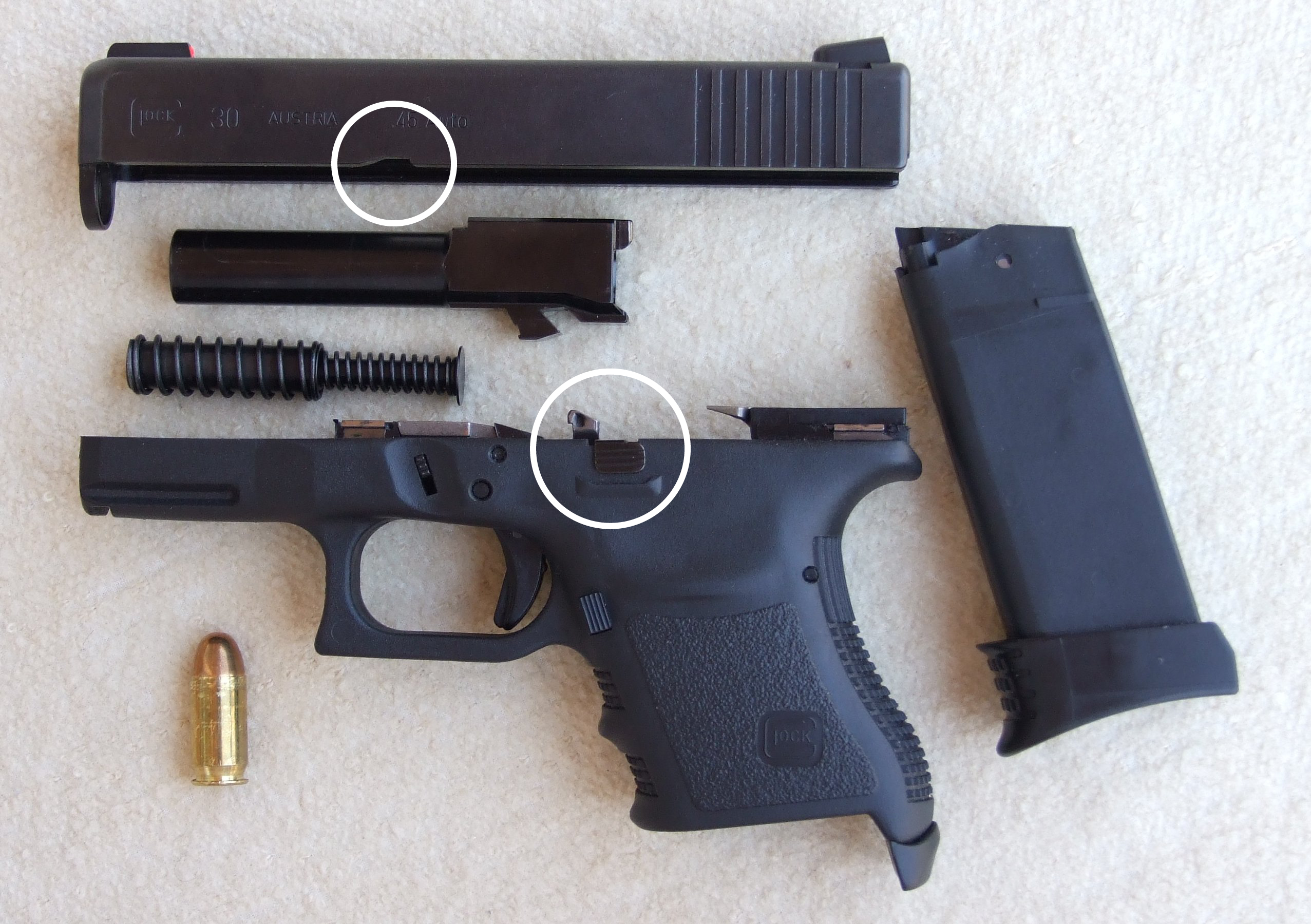
Nel cerchio grande in basso il dente del meccanismo dellhold open e, nel cerchio piccolo in alto, la corrispondente tacca nella slitta del carrello

## Funzionamento
Le sue funzioni sono quelle di indicare visivamente all'operatore che il caricatore è esaurito e di velocizzare la ricarica. Si tratta solitamente di una leva o un dente che viene sollevato da un risalto presente sull'elevatore del caricatore, intercetta il carrello quando arretra dopo aver sparato l'ultimo colpo e lo blocca così in apertura. A questo punto, sostituito il caricatore esaurito con uno pieno, si attiva il pulsante o la levetta che rilascia il carrello; questo avanza spinto dalla molla di recupero e camera la prima cartuccia, mettendo così l'arma in condizione di sparare risparmiando all'operatore il gesto dello "scarrellare", ovvero dell'arretrare manualmente il carrello portaotturatore e poi rilasciarlo.